# Bucculatrix transversella
Bucculatrix transversella är en fjärilsart som beskrevs av Caradja 1920. Bucculatrix transversella ingår i släktet Bucculatrix och familjen kronmalar. Inga underarter finns listade i Catalogue of Life.